# Ismoil Jalilov

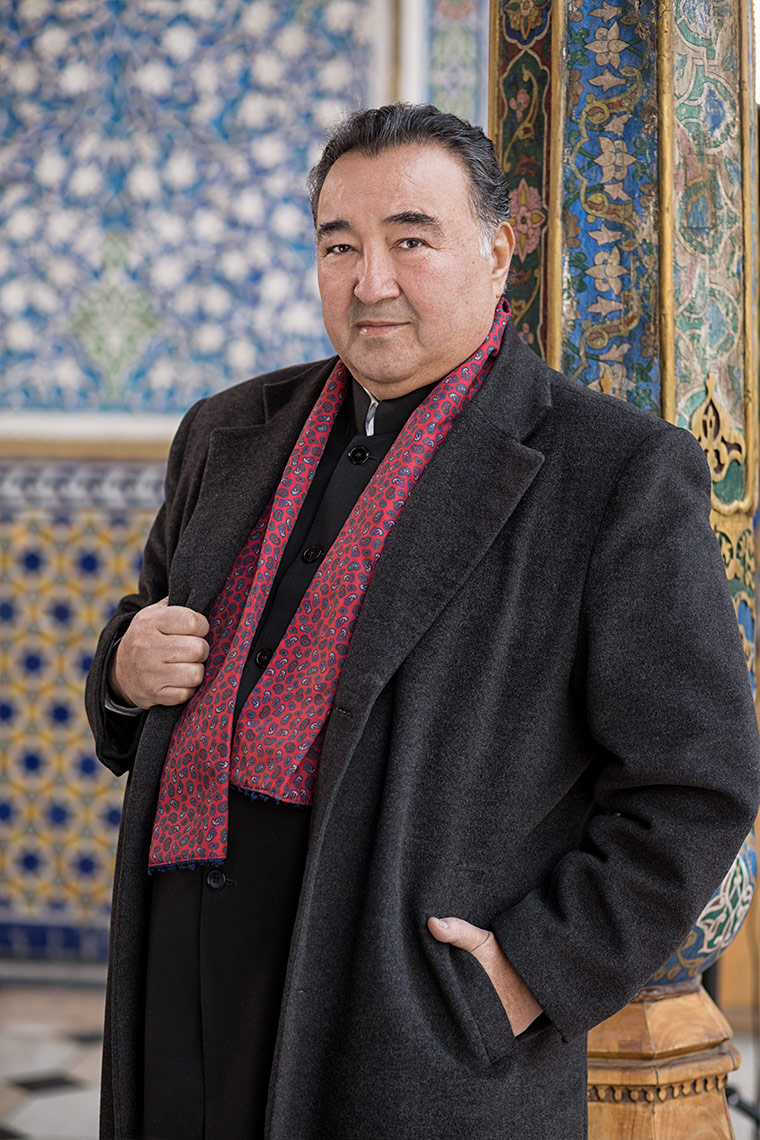
Ismoil Jalilov (2020)

Ismoil Toʻlaganovich Jalilov (Ismail Tuljaganowitsch Dschalilow; russisch Исмаил Туляганович Джалилов, wiss. Transliteration Ismail Tuljaganovič Džalilov; geb. 29. Januar 1948, Taschkent) ist ein usbekisch-sowjetischer Opernsänger und dramatischer Tenor. Er wurde als verdienter Künstler der Usbekischen SSR (1982) und Volkskünstler Usbekistans (1999) ausgezeichnet. Jalilovs Repertoire war umfangreich und umfasste hauptsächlich Stücke aus der Weltklassik. Er war ein Ehrenprofessor der Italienischen Musikakademie Concordia-Roma und des Staatlichen Konservatoriums Usbekistans sowie Leiter des Nationalen Symphonieorchesters Usbekistans.

## Leben
Ismoil Jalilov wurde in eine Arbeiterfamilie geboren. Als Kind besuchte er ein Internat mit den Schwerpunktfächern Russisch und Literatur. Er begann in einem Gesangsclub im Kirowski-Klub zu singen und wurde bald Solist. Im Jahr 1976 wurde Jalilov ins Moskauer Konservatorium aufgenommen und lernte in der Klasse von Surab Sotkilawa (Volkskünstler der UdSSR). Während seines Vorsprechens an der Russischen Staatsakademie des Bolschoi-Theaters sang Jalilov die Arie des Rudolf aus Giacomo Puccinis Oper „La Bohème“. Zwischen 1979 und 1981 trat er am Bolschoi-Theater der UdSSR (Moskau) auf.
Er nahm an einem internationalen Gesangswettbewerb in Rio de Janeiro (Brasilien) teil, wo er den Ersten Platz errang und mit der Villa-Lobos-Goldmedaille ausgezeichnet wurde (1979). Zudem wurde er mit dem Titel des Zweitplatzierten beim Allunionswettbewerb der Sänger zu Ehren von Glinka im Jahr 1977 in Taschkent ausgezeichnet.
Ab 1981 war er Solist am Navoi-Theater. Er war ab 1998 künstlerischer Leiter des Nationalen Symphonieorchesters Usbekistans. Im Jahr 2003 schloss er sein Aufbaustudium am Usbekischen Staatskonservatorium ab und unterrichtete seitdem als Professor für akademischen Gesang und Oper.
Vier Schüler von Jalilov sind Gewinner des vom Präsidenten Usbekistans gestifteten Staatspreises „Nikhol“, drei sind Solisten des Bolschoi-Theaters: A. Navoi, Angelina Ahmedova, Stipendiatin des Atkins-Programms am Mariinski-Theater, Barno Ismatullayeva, Finalistin des BBC-Wettbewerbs „Singer of the World“ in Cardiff und seit 2016 Solistin am Stanislawski- und Nemirowitsch-Dantschenko-Musiktheater in Moskau.